# 黄洞乡 (桂东县)
黄洞乡原属湖南省桂东县下辖乡，2012年5月撤销
。原黄洞乡与三洞乡、城关镇成建制合并设立沤江镇。

## 历史沿革
驻地原有黄姓人始居此田洞，得名黄洞。民国时期属宜城乡所辖，抗日战争期间的1945年原国民党湖南省主席薛岳曾迁此避难。1949年后属第一区，1958年属沤城公社所辖，1961年析设黄洞人民公社，198年改为黄洞乡；全乡总面积81.8平方公里。黄洞乡撤销前行政区划代码431027202，下辖东水村、高桥村、都辽村、青竹村、沤菜村、两水口村、羊社村、黄洞村共计8个行政村。